# 초조본 대반야바라밀다경 권249
초조본 대반야바라밀다경 권249(初雕本 大般若波羅蜜多經 卷二百四十九)는 서울특별시 용산구 한남동, 삼성미술관 리움에 있는 고려시대의 목판본 불경이다. 
1988년 6월 16일 대한민국의 국보 제241호 초조본 대반야바라밀다경 권제249(初雕本大般若波羅蜜多經 卷第二百四十九)으로 지정되었다가, 2010년 8월 25일 현재의 명칭으로 변경되었다.

## 개요
대반야바라밀다경은 줄여서 '대반야경', '반야경'이라고도 부르기도 하며, 존재물 자체에는 실체가 없으므로 집착하는 마음을 갖지 말라는 공(空)사상을 기본사상으로 하고 있다. 우리나라에서는 흔히 '반야심경'이라고 부르며 종파에 관계없이 공통적으로 읽고 외우는 경전이다.
이 책은 고려 현종 때(재위 1011∼1031) 부처님의 힘으로 거란의 침입을 극복하고자 만든 초조대장경 가운데 하나로, 당나라의 현장(玄장)이 번역한 대반야경 600권 가운데 권 제249이다. 닥종이에 찍은 목판본으로 두루마리처럼 말아서 보관할 수 있도록 되어 있으며, 세로 29.1cm 가로 49.5cm∼51cm 크기를 23장 이어붙였다.
초조대장경은 이후에 만들어진 해인사대장경(재조대장경 또는 고려대장경)과 비교해 볼 때 몇 가지 차이점이 있다. 목판의 새김이 정교한 반면에 해인사대장경과 글자 수가 다르고 간행연도를 적은 기록은 없으며, 군데군데 피휘(避諱:문장에 선왕의 이름자가 나타나는 경우 공경과 삼가의 뜻으로 글자의 한 획을 생략하거나 뜻이 통하는 다른 글자로 대치하는 것)와 약자(略字)가 나타난다. 또 초조대장경은 책의 장수를 표시하는데 있어서 대체로 '장(丈)'자나 '폭(幅)'자를 쓰는데 비해 해인사대장경은 '장(張)'자로 통일되어 있다.
이 책의 경우에도 판을 새긴 기록이 생략되었고, '경(竟)'자의 마지막 한 획이 없다. 책의 장수를 표시하는데 있어서도 본문 앞의 여백에 '장(丈)'자가 새겨지고 있으나, 해인사대장경의 경우는 본문 끝에 '장(張)'자가 사용되고 있다.
인쇄상태나 종이의 질로 보아 초조대장경이 만들어진 11세기에서 12세기 사이에 간행된 것으로 보이며, 국내에 남아있는 초조본반야경 가운데 가장 초기의 것이다.

## 같이 보기
- 초조대장경

## 참고 자료
- 초조본 대반야바라밀다경 권249 - 국가유산청 국가유산포털